# Catherine Fulop
Catherine Amanda Fulop García (née le 11 mars 1965 à Caracas) est une actrice, présentatrice, photographe et mannequin vénézuélienne naturalisée argentine.